# チプリアーニ・ポッター
フィリップ・チプリアーニ・ハンブリー・ポッター（Philip Cipriani Hambly Potter 1792年10月3日 - 1871年9月26日）は、イギリスの作曲家、ピアニスト、教育者。

## 生涯
ポッターはロンドンに生を受けた。父はピアノ教師をしていたリチャード・ハドルストン・ポッター（Richard Huddleston-）であり、チプリアーニという名前はイタリアの画家ジョヴァンニ・バッティスタ・チプリアーニの娘でポッターの名親だった人物にちなんで名づけられた。彼は父から音楽の手ほどきを受けるようになり、その後トーマス・アトウッド、ウィリアム・クロッチ、ヨーゼフ・ヴェルフルらの薫陶を受けた。彼は1816年にとある管弦楽団の演奏会で自作の序曲を披露している。イングランドで好機に巡り合えないことに業を煮やしたポッターは1817年にウィーンに赴き、そこで出会ったベートーヴェンからアロイス・フェルスターの下で学ぶよう助言を受けた。1819年にイングランドへ帰郷したポッターはピアニスト、また指揮者としてロンドンの演奏界の中心的人物となった。彼はモーツァルトの数曲のピアノ協奏曲、及びベートーヴェンのピアノ協奏曲『第1番』、『第3番』、『第4番』のイギリス初演でソリストを務めた。さらにメンデルスゾーンの『ピアノ協奏曲第1番』のイギリス初演では、ポッターが指揮をする傍らで作曲者自身が独奏を受け持った。
1822年よりポッターは王立音楽アカデミーの教壇に立つようになる。彼ははじめはピアノの講義を受け持ち、後には指揮法を教えた。1832年にはアカデミーの学長に就任し、1859年までこれを務めた。彼の門下からはウィリアム・スタンデール・ベネットやジョゼフ・バーンビーらが輩出している。ポッターは教材の作成やモーツァルト、ベートーヴェンの鍵盤楽曲の校訂作業に多くの時間を割くようになっていき、自作曲の作曲数は次第に減じていった。したがって1837年以降に書かれた楽曲は数曲しかない。しかし、彼は大陸で生まれる新たな音楽への強い関心を持ち続けた。1871年にはピアニストのケイト・ローダーとともに、ピアノ2台用編曲によるブラームスの『ドイツ・レクイエム』をイギリス初演している。これはこの作品の「ロンドン・バージョン」として知られるようになった。
ポッター自身の作品としては9曲の交響曲が現存するが、彼自身が付した番号からは10曲が作曲されたことがわかる。ワーグナーはロイヤル・フィルハーモニック協会の指揮者を務めていた頃に、ポッターの『交響曲第10番 ト短調』を賞賛する言葉を遺している。彼は4曲のピアノ協奏曲を書いており、室内楽曲やピアノ独奏曲もいくらか作曲していた。ポッターの器楽曲からはソナタ形式のような曲形式の使用法に関して、彼が教えを仰いだ大陸の音楽家たちの影響が現れている。1曲のカンタータと幾ばくかの歌曲を除けば、ポッターは声楽曲には手をつけなかった。彼は音楽雑誌へ2本の論文を寄稿しており、そのうちのひとつではベートーヴェンを訪問したことについて触れられている。
ポッターはストラディバリウスのヴァイオリンを所有しており、この楽器は彼にちなんで「チプリアーニ・ポッター」を名づけられている。

## 主要作品

### 管弦楽曲
- 序曲 ホ短調 （1815年、1848年改訂）
- 交響曲 [第1番] ト短調 （1819年、1824年-1826年改訂） [作曲者による番号付けなし]
- 交響曲 [第2番] 変ロ長調 （1821年、1839年改訂） [作曲者による番号付けなし]
- 交響曲 [第3番] ハ短調 （1826年） [作曲者による番号は第6番]
- 交響曲 [第4番] ヘ長調 （1826年） [作曲者による番号は第7番]
- 交響曲 [第5番] 変ホ長調 （1828年、1846年に緩徐楽章の入れ替え） [作曲者による番号は第8番]
- 交響曲 [第6番] ト短調 （1832年） [作曲者による番号は第10番と第2番の両方が存在する]
- 交響曲 [第7番] ニ長調 （1833年） [作曲者による番号は第2番]
- 交響曲 [第8番] ハ短調 （1834年） [作曲者による番号付けなし]
- 交響曲 [第9番] ニ長調 （1834年） [作曲者による番号は第4番]
- 序曲『Antony and Cleopatra』 （1835年）
- 序曲『Cymbeline』 （1836年）
- 序曲『The Tempest』 （1837年）

### 協奏曲
- ピアノと管弦楽のための序奏とロンド『alla militaire』 （1827年）
- ピアノ、ヴァイオリンと管弦楽のための二重協奏曲 （1827年）
- ヴァイオリン、チェロ、コントラバス、ピアノと管弦楽のための協奏曲『Les folies d'Espagne』
- ピアノと管弦楽のためのロッシーニの主題によるブラヴーラ変奏曲 （1829年）
- ピアノと管弦楽のためのリチェルカータ『on a favourite French theme』 （1830年）
- ピアノ協奏曲 ニ短調 （1832年）
- ピアノ協奏曲 変ホ長調 （1833年）
- ピアノ協奏曲 ホ長調 （1835年）

### 声楽曲、合唱曲
- カンタータ『Medora e Corrado』 （1829年–1830年）

## 音源
ポッター作品でCDによる音源の入手が可能なものはわずかしかない。
- 交響曲第7番 ト長調 (Czech Chamber PO, Douglas Bostock), Label: Classico, 2005
- 交響曲第8番、第10番 (Milton Keynes City Orchestra), 1993[3]